# Pârvulești (okręg Gorj)
Pârvulești – wieś w Rumunii, w okręgu Gorj, w gminie Stănești. W 2011 roku liczyła 70 mieszkańców.